# Peugeot Asphalte
Pour les articles homonymes, voir Asphalte (homonymie).
L'Asphalte est un prototype concept-car du constructeur automobile Peugeot, présenté en 1996 au Mondial de l'automobile de Paris,.

## Histoire
Ce prototype de barquette / roadster / spider Sport de quatre roues implantées en trapèze, monoplace ou biplace modulable, introduit les phares en amande chez Peugeot qui marqueront le design de la marque de la fin des années 1990 (Peugeot 206) jusqu'à la fin des années 2000. Son siège de pilotage au ras du sol lui inspire son nom asphalte. 

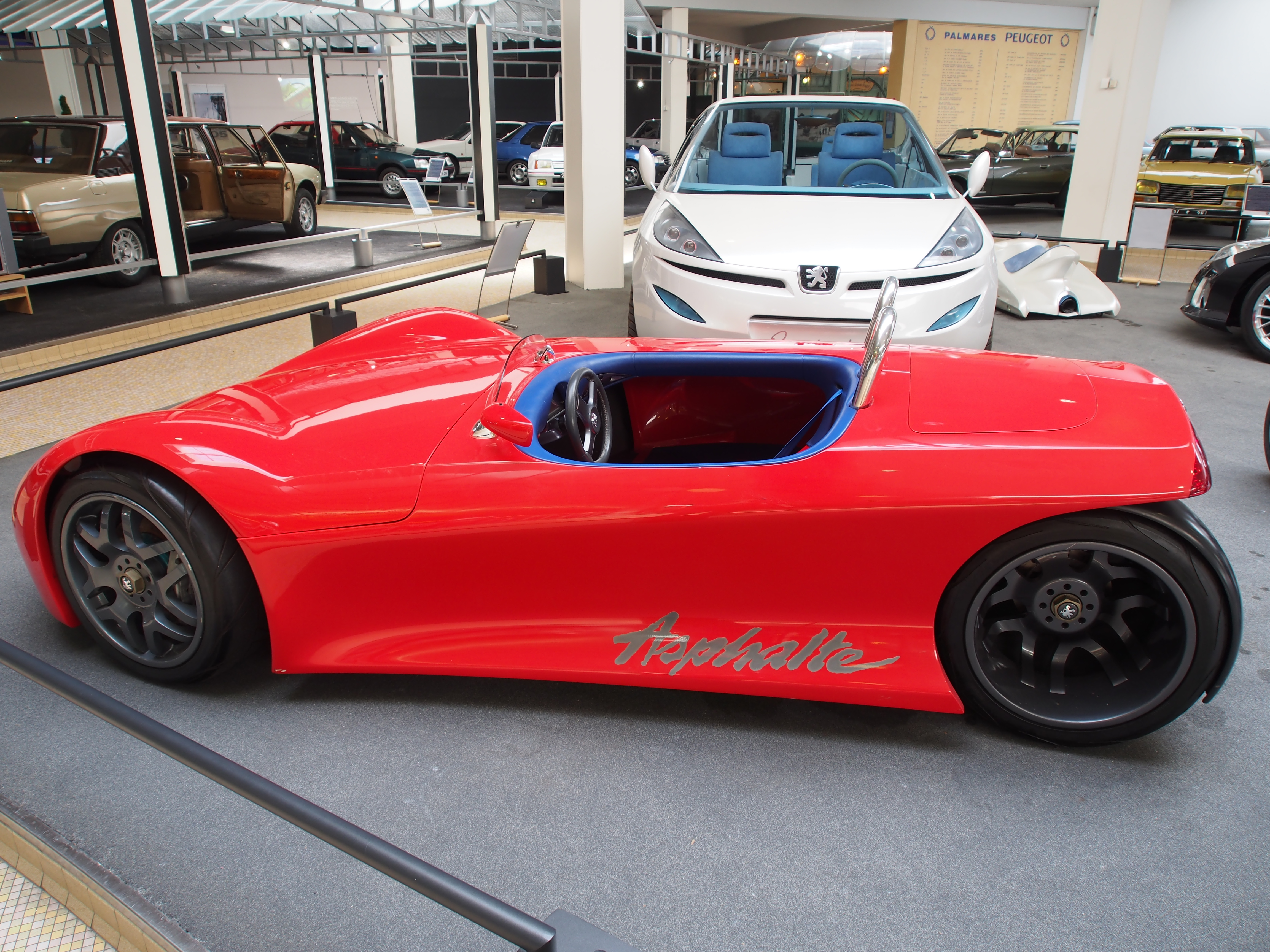
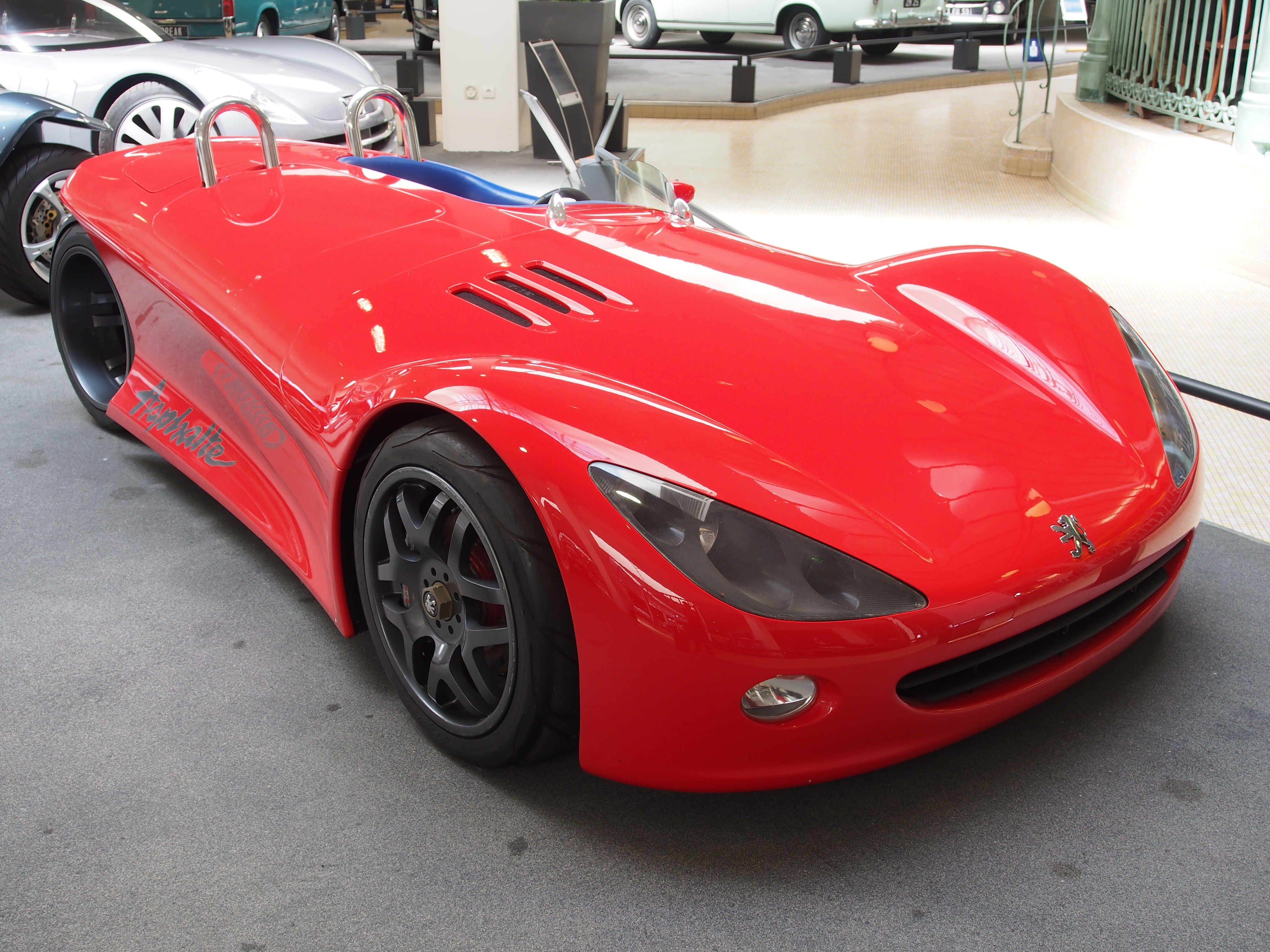

Elle est motorisée par un moteur 4-cylindres 1,6 L 8 soupapes SOHC Injection, de 90 chevaux, pour une vitesse de pointe de 200 km/h.
Présentée en même temps que le Peugeot Touareg au Mondial de l'automobile de Paris 1996, elle inspire les futures Peugeot 20Cup de 2005, Peugeot Flux de 2007, et Peugeot EX1 et Peugeot SR1 de 2010...